# Irvin Kershner
Irvin Kershner (Filadélfia, 29 de abril de 1923 — Los Angeles, 27 de novembro de 2010) foi um cineasta e ator ocasional americano, famoso pelos filmes Star Wars Episode V - The Empire Strikes Back, Never Say Never Again e RoboCop 2.
No início de sua carreira como cineasta, ele dirigiu filmes dramáticos peculiares e independentes, enquanto trabalhava como professor na Universidade do Sul da Califórnia. Mais tarde, ele fez a transição para blockbusters de alto orçamento, como a adaptação de James Bond Never Say Never Again entre outros. Ao longo de sua carreira, ele recebeu inúmeros elogios, incluindo ser indicado ao Primetime Emmy Award e à Palma de Ouro.

## Filmografia
- Stakeout on Dope Street (1958)
- The Young Captives (1959)
- Face in the Rain (1963)
- The Luck of Ginger Coffey (1964)
- A Fine Madness (Sublime Loucura) (1966)
- Loving (O Amor É Tudo) (1970)
- Up the Sandbox (Além das Fronteiras do Lar) (1972)
- S*P*Y*S (Espiões) (1974)
- The Return of a Man Called Horse (O Retorno do Homem Chamado Cavalo) (1976)
- Raid on Entebbe (Resgate Fantástico) (1977)
- Eyes of Laura Mars (Os Olhos de Laura Mars) (1978)
- Star Wars Episode V - The Empire Strikes Back (Star Wars: Episódio V - O Império Contra Ataca) (1980)
- Never Say Never Again (007 - Nunca Mais Outra Vez) (1983)
- The Last Temptation of Christ (A Última Tentação de Cristo) (1988) (Ator)
- RoboCop 2 (1990)

#### Como ator
| Ano  | Título                        | Personagem               | Diretor              | Notas        |
| ---- | ----------------------------- | ------------------------ | -------------------- | ------------ |
| 1988 | The Last Temptation of Christ | Zebedee                  | Martin Scorsese      |              |
| 1990 | RoboCop 2                     | Gerber                   | Ele mesmo            | Sem créditos |
| 1994 | On Deadly Ground              | Walters                  | Steven Seagal        |              |
| 1995 | Angus                         | Sr. Stoff                | Patrick Read Johnson |              |
| 2003 | Manhood                       | Cavalheiro               | Bobby Roth           |              |
| 2005 | Berkeley                      | Professor de Estatística | Bobby Roth           |              |